# 주비아스코-로카르노 철도
주비아스코-로카르노 철도(Giubiasco–Locarno railway)는 스위스의 철도이다. 1874년 12월 20일 고트하르트 철도 회사(Gotthardbahn-Gesellschaft, GB)가 티치노 계곡을 통과하는 노선의 일부로 건설했다. 1909년 5월 1일 고트하르트 철도의 국유화와 함께 이 노선은 스위스 연방 철도(SBB)의 일부가 되었다.

## 역사
1871년 12월 고트하르트 철도 회사가 설립된 후, 1872년에 고트하르트 철도 건설이 시작되었다. 티치노주의 계곡 바닥 공사는 알파인 지역의 복잡한 본선보다 훨씬 빠르게 진행되었다. 소프라체네리에 포함된 고트하르트 철도의 양보는 1874년 말에 짧은 건설 기간을 거쳐 완성된 마가디노 평야를 지나 로카르노까지 이어지는 지선을 포함했다.
비아스코-벨린초나 구간은 1874년 12월 6일에 개통되었으며 며칠 후인 12월 20일에는 마가디노 평야를 통해 벨린초나-주비아스코-카데나초-로카르노 구간이 개통되었다. 이 노선은 7년 넘게 다른 표준궤 노선과 연결되지 않은 섬 운영으로 남아 있었다. 몬테 체네리를 가로지르는 소토체네리 계곡(루가노-키아소)의 철도 연결은 1882년 6월 1일에 정식 개통된 고트하르트 철도의 이멘제-키아소 본선의 일부로 1882년 4월 10일에 개통되었다.
이후 비아스코-벨린초나-주비아스코 계곡 구간은 고트하르트 본선의 일부로 간주되고 주비아스코-로카르노 구간은 고트하르트 철도의 지선으로 간주된다. 후자는 고트하르트 철도의 "무 킬로미터 지점"인 이멘제의 연결 장치를 계속 사용한다. 1882년 12월 4일 고트하르트와 이탈리아를 잇는 두 번째 국경선이 개통되었다. 카데나초의 주비아스코-로카르노 라인에서 분기되어 그곳에서 루이노까지 이어진다.
고트하르트 철도 회사는 1909년 5월 1일자로 국유화되어 전체 GB 네트워크가 연방철도의 자산이 되었다. SBB에서 라인은 단상 교류(15KV, 16⅔ Hz)로 전기화되었고, 전기 작동은 1936년 5월 15일에 시작되었다. 로카르노와 루이노까지 기차로 사용되는 주비아스코-카데나초 구간이 건설되었다. 1953년 5월 17일에 두 번째 선로가 개통된 복선으로.
1980년 3월 23일 테네로-고르돌라역과 로카르노역 사이에 새로운 선로 선형이 가동되었다. 원래 선은 오르막으로 이동하여 약 600m 연장했다. 새로운 노선 건설에는 마포대교와 로카-벨라 터널 건설이 포함되었다.
이전 리아치노-쿠그나스코역은 2009년 서쪽으로 약 900m 떨어진 리아치노역으로 교체되었다.

## 운행
로카르노로 가는 철도 노선은 전통적으로 고트하르트 익스프레스가 운행했다. 인터시티 연결(IC/ICN)과 크로스보더 유로시티 열차(EC/CIS)(소위 "고품질" 승객 서비스)는 루가노-키아소로 가는 간선 노선을 위해 예약되어 있지만, 로카르노는 카데나초에 중간 정류장이 있는 인터레기오(IR) 서비스. 이들은 바젤-루체른-로카르노 및 취리히-추크-로카르노 IR 서비스로, 고트하르트 철도의 아트-골다우-벨린초나-로카르노 구간과 겹치므로 시간당 서비스가 제공된다.
2021년 4월 5일부터 스위스 남동부 철도의 고트하르트 철도에서 로카르노, 테네로 및 카데나초를 매시간 운행하고 있다. 이 인터레기오를 통해 고트하르트 베이스 터널이 개통되기 전까지 존재했던 취리히와 바젤에서 고트하르트 산악 루트를 거쳐 티치노까지 연결이 복원되었다.
지역 운송은 2004년부터 티치노 S-반의 일부로 판매되었으며, SBB 자회사인 TILO에서 관리한다. 30분마다 S20(벨린초나–로카르노) 서비스가 전체 노선을 운행하며 모든 일반 정류장에서 정차한다. 국경 간 S30(카데나초–루이노) 서비스는 주비아스코–카데나초 구간에서 실행되며, 일부 서비스는 벨린초나로/에서 실행된다.
2020년 12월 체네리 베이스 터널이 가동된 이후 로카르노에서 루가노까지, 경우에 따라 이탈리아까지 30분 간격으로 레기오익스프레스 열차가 운행되었다.

## 참고자료
- Wägli, Hans G. (1998). 《Schienennetz Schweiz》 (독일어). Zürich: AS Verlag. ISBN 3-905111-21-7.
- Wägli, Hans G. (2004). 《Bahnprofil Schweiz 2005》 (독일어). Grafenried: Diplory Verlag.

1. ↑  Sandra Schiess, Jürg Oehninger: Treno Gottardo – die Wiederbelebung der Gotthard Bergstrecke. In: Radio SRF 1, Dezember 2020